# BMW M5 (E28)
La M535i aussi communément appelée BMW M5 E28 est une automobile sportive produite par le constructeur allemand BMW de 1984 à 1988.

## Genèse
Cette première-née de la lignée des M5 est née de l'idée de greffer à une berline « conventionnelle » un moteur à vocation sportive. En l'occurrence, il s'est agi d'installer sous la capot de la Série 5, jusqu'ici une berline ordinaire, le puissant moteur à 6 cylindres en ligne du coupé M1. Présenté en 1985 au Amsterdam Motor Show (en), le résultat fut la naissance d'une sportive d'un nouveau genre, qui allait devenir une référence.

### Production
Contrairement aux autres berlines série 5 de la gamme, la M5 fut assemblée à la main par un petit groupe détachée par BMW Motorsport, au départ à l'usine BMW Motorsport de Preussenstrasse près du siège de BMW AG à Munich, puis à partir de septembre 1986 la M5 e28 fut construite au siège de BMW Motorsport récemment ouvert à Garching bei München quelques kilomètres au nord de Munich.
Exception a été faite pour les modèles réservés au marché Sud-Africain qui ont été produits et assemblés à l'usine BMW de Rosslyn en Afrique du Sud avec des kits et fournitures envoyés d'Allemagne.

### Spéculation
Lors de l'annonce par BMW en 1986 de la mise en production de la BMW M5 E28, il était précisé sur les prospectus commerciaux que la production serait limitée à 500 exemplaires uniquement. Avec le temps, la production dépassa les 1 200 exemplaires rien que pour le marché nord-américain. 
Ainsi, une Class action fut intentée contre le groupe BMW d'Amérique du Nord en 1991 par les acheteurs au motif que la valeur "collection" de leur véhicule, initialement vendue pour une production totale de 500 exemplaires uniques a été faussée par une production finale bien supérieure. La compagnie régla le problème en fournissant un certificat transférable d'une valeur de 4 000 $ pour l'achat ou le leasing d'un véhicule BMW neuf.

## Production
- 775 en version européenne dont 187 en conduite à droite[2]
- 1340 en version US dont 101 en version canadienne
- 30 en version Japon
- 96 assemblées à Rosslyn (en) en Afrique du Sud

On peut différencier les différentes versions par leurs codes:

- DC91: (10/1984-09/1987) Modèle Européen à conduite à gauche, non catalysé.
- DC92: (03/1986-11/1987) Modèle Européen à conduite à droite, non catalysé.
- DC93: (11/1986-11/1987) Modèle Nord-Américain à conduite à gauche, catalysé.
- DC93: (01/1987-03/1987) Modèle réservé au Japon, conduite à gauche, catalysé.
- DC98: (06/1987-11/1988) Modèle réservé à l'Afrique, conduite à droite, non catalysé.

## Caractéristiques techniques
| 3.5 286                     |                       |
| Moteur                      | 6 cylindres en ligne  |
| Alimentation                | Atmosphérique         |
| Cylindrée                   | 3 453 cm3             |
| Puissance maxi              | 286 ch                |
| Couple maxi                 | 340 N m               |
| Régime max                  | 6 900 tr/min          |
| Norme environnementale      | Aucune                |
| Transmission                | Propulsion            |
| Boîte de vitesses           | Manuelle à 5 rapports |
| Vitesse maxi                | 245 km/h              |
| 0-100 km/h                  | 6,8 s                 |
| Consommations (en L/100 km) | 11,3 L                |
| Émissions de CO2 (en g/km)  | Inconnue              |
| Capacité du réservoir       | 70 L                  |
| Masse à vide (kg Eu)        | 1 430 kg              |